# Park Narodowy Pico Bonito
Park Narodowy Pico Bonito (hiszp. Parque nacional Pico Bonito) – park narodowy w północnym Hondurasie, w pobliżu miasta Le Ceiba. Nazwa parku pochodzi od góry Pico Bonito (2435 m n.p.m.) wyraźnie widocznej z okolicy.

## Geografia parku
Utworzony w 1987 zajmuje powierzchnię 56 473 hektarów, a wraz z otuliną 107 300 hektarów, co daje mu drugie miejsce wśród honduraskich parków narodowych. Obejmuje stoki Cordillera Nombre de Dios od nizin do wysokości 2480 m n.p.m. (Pico Montaña Corozal), zarówno po północnej i południowej stronie. Skutkiem tego jest występowanie w parku 10 stref wegetacji (według klasyfikacji Holdridge’a). Na terenie parku znajduje się 46 rzek i liczne wodospady. Największą rzeką jest Río Cangrejal, tworząca wschodnią granicę parku.

## Flora
Park leży w strefie klimatu tropikalnego wilgotnego. W północnej części parku występują lasy deszczowe, zaś w południowej suche lasy sosnowe. Większość stanowią lasy wtórne, lecz zachowały się częściowo lasy pierwotne. 85% stanowią lasy liściaste, zaś 15% – lasy mieszane.

## Fauna
W parku występują między innymi tapir panamski, jeleń wirginijski, jaguar, paka nizinna, tamandua południowa, pekariowiec obrożny, kapucynka czarno-biała, wyjec płaszczowy. Ptaki takie jak: czubacz zmienny, piżmówka, kwezal herbowy, penelopa rdzawobrzucha, amazonka żółtogłowa.

## Turystyka
Park Narodowy Pico Bonito jest jednym z najpopularniejszych w Hondurasie. Dostępny przez trzy wejścia, ma sieć szlaków prowadzących do interesujących miejsc. Na obrzeżach mieści się infrastruktura rozrywkowa i noclegowa.